# آندریا رازیتی
آندریا رازیتی (انگلیسی: Andrea Razzitti؛ زادهٔ ۱۲ مارس ۱۹۸۹) بازیکن فوتبال اهل ایتالیا است.
از باشگاه‌هایی که در آن بازی کرده‌ است می‌توان به باشگاه فوتبال برشا اشاره کرد.